# Chirimia fauchaldi
Chirimia fauchaldi är en ringmaskart som beskrevs av S.F. Light 1991. Chirimia fauchaldi ingår i släktet Chirimia och familjen Maldanidae. Inga underarter finns listade i Catalogue of Life.